# Peter Rueben
Peter Rueben ist ein deutscher Fernsehjournalist.

## Karriere
Peter Rueben studierte Pädagogik in Neuss und absolvierte dort nach dem 1. Staatsexamen sein Referendarjahr. Nach dem 2. Staatsexamen war er sechs Jahre lang als Lehrer tätig. Ende der 1970er machte er zusammen mit Marianne Schäfer Videoprojekte und schrieb das Drehbuch für den von ihr 1984 gedrehten Spielfilm Tränen in Florenz.
Ab 1985 arbeitete Rueben als freier Hörfunk- und Fernsehjournalist für verschiedene Sender, beispielsweise WDR, ZDF (Aspekte) und SWR.
Seit 1991 ist er als Moderator, Autor und Reporter für den WDR tätig, unter anderem für die Sendungen Aktuelle Stunde, WDR Aktuell und Lokalzeit aus Düsseldorf. Daneben arbeitet Rueben auch als Referent und Medientrainer für die Medienakademie Ruhr in Essen. Außerdem moderiert er Veranstaltungen und schreibt Sachbücher.

## Privates
Von 1991 bis 2009 war er mit seiner Kollegin Petra Albrecht liiert; ab 2001 waren sie verheiratet.

## Bücher
- Online für Kids von 8 bis 88. Redline Verlag, 2000, ISBN 978-3-8266-0303-7 (mit Jörg Schieb)
- Für eene Penning - und alles Geld der Welt. Droste Verlag, 2001, ISBN 978-3-7700-1131-5 (mit Petra Albrecht und Sabine Königs)